# B 3/4
Les B 3/4 sont des locomotives à vapeur construites par SLM_Winterthur. Produites à 69 exemplaires, elles étaient destinées aux trains omnibus et aux trains de marchandises légers. Actuellement, seule la 1367 a été préservée.